# Franco Miseria
Franco Miseria (Marsciano, 21 febbraio 1949) è un ballerino e coreografo italiano.

## Biografia
Ha incominciato a lavorare in Rai nella trasmissione Piccolo Slam e ha poi partecipato come coreografo alla prima edizione di Fantastico, creando un sodalizio, sia artistico che nella vita privata, con Heather Parisi (per la quale ha scritto Disco bambina, Cicale, Ceralacca, Crilù, Ciao Ciao), che è poi continuato in molte altre stagioni della trasmissione abbinata alla Lotteria Italia.
Nel giro di pochi anni partecipa alle trasmissioni televisive dell'epoca con Don Lurio, Gino Landi e Jack Bunch. È stato inoltre coreografo dei varietà Luna Park (nel quale fu lanciata Heather Parisi) e Francamente me ne infischio di Adriano Celentano. Ha inoltre coreografato uno spettacolo di Patty Pravo, su richiesta della cantante veneziana.
In Mediaset ha lavorato a Buona Domenica e Trenta ore per la vita.
In teatro ha curato la coreografia degli spettacoli Rinaldo in campo, Se il tempo fosse un gambero e Grease. Celebre è la sua coreografia pensata per Loredana Bertè al Festival di Sanremo del 1986, in cui la rockstar si esibì in un sensuale balletto esibendo una finta gravidanza. Nel 2007 partecipa come commissario esterno al talent-show Amici di Maria De Filippi ed ancora cura la regia e le coreografie di Pane, amore e fantasie, spettacolo con protagonisti Alma Manera e Pier Maria Cecchini autore anche dei testi. Nell'aprile del 2008 cura, insieme a Pier Maria Cecchini, la regia e le coreografie di Oltre la barriera casse, il musical di Cristina Grandoni e Franco Grandoni, portato in scena a Foligno ad opera della compagnia OLBC.
Ha una scuola a Roma, il Centro Studi Musical, in cui lavora anche il suo amico Pier Maria Cecchini che è insegnante di Arti sceniche.
Il 26 ottobre 2013 ha partecipato, insieme a Gino Landi e Lorella Cuccarini, all'open day per "Mario all'Opera", movimento formato da ballerini, insegnanti di danza, coreografi, stilisti, personalità e maestranze del mondo dello spettacolo per sostenere la candidatura del maestro Mario Marozzi a direttore del corpo di ballo del Teatro dell'Opera di Roma.
Nel 2022 ha pubblicato un'autobiografia, Dance. Volevo essere Ringo Starr, nella quale ha rivelato di essere stato da piccolo vittima di bullismo, anche per via del cognome.